# 防風窖
龍捲風在草原上十分常見，因此，許多山坡屋都設有防風窖。
防風窖就像一間簡陋的地下室，龍捲風來襲時，防風窖是最安全的地方。